# Футбольный матч Дания — Швеция (2007)
Футбольный матч между Данией и Швецией, состоявшийся в субботу 2 июня 2007 года в Копенгагене, — скандально известная игра, проходившая в рамках отборочного турнира к чемпионату Европы по футболу 2008 года в квалификационной группе F. На стадионе присутствовало 42 083 зрителя. Встречу обслуживал судья из Германии Херберт Фандель. Матч был прерван на 89-й минуте, когда на табло был счёт 3:3. Случилось это по следующей причине: после того, как арбитр назначил в ворота датчан пенальти и удалил датского футболиста Кристиана Поульсена, болельщик сборной Дании выбежал на поле, подбежал к судье и попытался ударить его по шее. Нарушителя немедленно увели с поля, а по решению арбитра матч был тут же прекращён. 8 июня 2007 Дании было присуждено техническое поражение 3:0 по решению УЕФА.
Подобное решение принималось УЕФА не в первый раз: в 1968 году результат матча между сборными Австрии и Греции был аннулирован из-за драки болельщиков сборной Греции с игроками, а в 1987 году на первой же минуте матча сборных Нидерландов и Кипра в голову киприотского вратаря Андреаса Хариту болельщики попали шашкой, за что Нидерланды были первоначально наказаны техническим поражением со счётом 0:3 (но впоследствии решение было изменено и матч был переигран без зрителей).

## Матч

### Первый тайм
В первом тайме в ворота датчан влетело три мяча: отличились дважды Юхан Эльмандер и Петтер Ханссон, сделав счёт 3:0 уже к 26-й минуте. На 34-й минуте Даниэль Аггер отыграл один мяч, однако, большего датчане не добились за первый тайм. Команды ушли на перерыв при счёте 3:1 в пользу гостей.

### Второй тайм
Во втором тайме команда Моргена Ольсена сконцентрировалась и сравняла счёт — Йон-Даль Томассон и Леон Андреасен своими точными ударами восстановили равновесие на табло к 75-й минуте. Игра продолжалась вплоть до 89-й минуты, а счёт 3:3 не менялся.

### Нападение на арбитра
На 89-й минуте в штрафной датчан завязалась потасовка: швед Маркус Русенберг ударил датчанина Кристиана Поульсена в лицо, а в ответ Поульсен пнул Русенберга в живот. Фандель немедленно назначил пенальти в ворота датчан и показал красную карточку Поульсену. В этот же момент с трибун на поле выбежал болельщик сборной Дании. Он подбежал к судье и попытался ударить того по шее, но на защиту арбитра бросились игроки Микаэль Гравгард и Даниэль Аггер. Разъярённого фаната удалось увести с поля, а судья немедленно подал сигнал о прекращении матча, даже не позволив пробить пенальти. Диктор Ларс Бехрендт поспешил объявить о досрочном прекращении матча и победе Швеции со счётом 3:0.

## Расследование инцидента

### Установление личности
Первоначально в датской газете Ekstra Bladet появилось сообщение с фотографией того самого болельщика. Сообщение имело следующее содержание:
Знаете ли вы этого обманщика? Именно он виноват в поражении Дании в матче против Швеции. Если вы знаете что-либо о нём, сообщите нам немедленно.
В Дании было объявлено, что публиковать в прессе имя виновника происшествия строго запрещено, однако австрийское издание APA всё-таки установило личность нападавшего. Им оказался 29-летний Ронни Норвиг, работавший и проживавший в шведском Гётеборге. Аналогичное расследование и установление личности провело другое датское издание, B.T. В конце концов, после долгих споров с внутренними органами правопорядка таблоид Ekstra Bladet решил скрыть имя нападавшего, обозначив его как «R».
Вскоре сам виновник происшествия, не пожелавший подтверждать или опровергать информацию о своём имени, дал интервью, в котором заявил, что глубоко раскаивается в своём поступке, и даже назвал себя «идиотом». Он заявил, что не хотел нападать на судью, но его словно что-то заставило это сделать, и попросил прощения у всей Дании. Более того, он после этого инцидента сломал палец, узнав, что его поступок может привести к присуждению технического поражения сборной Дании. По мнению некоторых журналистов, фанат находился в состоянии алкогольного опьянения, когда напал на судью.

### Меры, предпринятые УЕФА
На пятницу, 8 июня 2007 было назначено слушание дела о прерванной игре. Датский футбольный союз перед слушанием заявил, что прекращает продажу билетов на ближайшие матчи сборной, которые должны были состояться в Копенгагене. 18200 билетов, проданных на матч против Лихтенштейна (он должен был пройти 12 сентября), были признаны недействительными, и сам союз, предчувствуя исход дела, объявил, что фанатам вернут деньги за билеты. Датские футбольные деятели (в том числе диктор Ларс Бехрендт и футболист Кристиан Поульсен) заявили, что готовы принять техническое поражение: Бехрендт назвал этот поступок «огромным пятном на репутации датского футбола», а Кристиан Поульсен принёс извинения болельщикам и игрокам обеих сборных.
8 июня 2007 изначально Дании было присуждено не только техническое поражение, но и штраф на 100 тысяч швейцарских франков (61 тысяча евро), а также обязательство провести следующие игры в радиусе не менее 250 километров от Копенгагена, причём матч с Лихтенштейном должен был пройти без зрителей.

### Вопрос о дисквалификации стадиона в Копенгагене
Однако часть наказания по поводу матчей вне Копенгагена было просто невозможно исполнить: в радиусе 250 км просто не было ни одного стадиона, отвечающего требованиям УЕФА. Датский футбольный союз подал апелляцию на решение КДК УЕФА, а его генеральный секретарь Джим Стьерне Хансен даже заявил, что подобные меры запрещено применять, поскольку в документах УЕФА нет соответствующего пункта, а площадь Дании невелика. С мнением Хансена не согласился генеральный секретарь Футбольной ассоциации Люксембурга Жоэль Вольф, сказав, что это была чистая формальность (игры просто нельзя было проводить в Копенгагене). Член КДК немец Райнер Кох предложил провести игру на «Энерджи Норд Арена» в Ольборге, поскольку там якобы были беговые дорожки, однако в действительности их не было.
После апелляции 5 июля 2007 УЕФА объявила своё окончательное решение: было решено не отменять присуждение поражения, но вместе с тем уменьшить сумму штрафа в два раза (с 100 тысяч до 50 тысяч швейцарских франков), а две следующие игры было разрешено провести не только в радиусе не менее 140 км от Копенгагена, но и на любом нейтральном поле. Решение о проведении матча с Лихтенштейном при пустых трибунах было отменено. Кристиану Поульсену же объявили о дисквалификации на три следующих матча.

## Последствия
Техническое поражение, возможно, стоило Дании попадания на чемпионат Европы: Испания (28 очков) и Швеция (26) квалифицировались в финальную часть, а Дания (20) осталась только на четвёртом месте, пропустив вперёд Северную Ирландию (20). 10 января 2011, спустя три с половиной года после скандальной игры, высший суд Копенгагена приговорил болельщика-хулигана к штрафу в размере 320 тысяч долларов США (примерно 2,2 миллиона датских крон). Деньги, согласно решению суда, должны быть переданы Датскому футбольному союзу.

## Детали матча[16]
| Дания                                                          | 3:3              | Швеция                                      |
| -------------------------------------------------------------- | ---------------- | ------------------------------------------- |
| Даниэль Аггер 34′ · Йон-Даль Томассон 62′ · Леон Андреасен 75′ | Поминутный отчёт | 7′, 26′ Юхан Эльмандер · 23′ Петтер Ханссон |

| Дания | Швеция |

| ДАНИЯ:        |    |                      |     |     |
|               |    |                      |     |     |
| GK            | 1  | Томас Сёренсен       |     |     |
| CM            | 2  | Кристиан Поульсен    | 89' |     |
| CB            | 3  | Микаэль Гравгард     |     |     |
| CB            | 4  | Даниэль Аггер        |     |     |
| LB            | 5  | Ян Кристиансен       |     | 35' |
| RB            | 6  | Ларс Якобсен         |     |     |
| CM            | 7  | Даниэль Йенсен       |     | 63' |
| AM            | 8  | Томас Каленберг      |     | 46' |
| CF            | 9  | Йон-Даль Томассон    |     |     |
| LW            | 10 | Мартин Йоргенсен     |     |     |
| RW            | 11 | Деннис Роммедаль     |     |     |
| Замены:       |    |                      |     |     |
| GK            | 16 | Йеспер Кристиансен   |     |     |
| DF            | 12 | Леон Андреасен       | 77' | 35' |
| DF            | 13 | Мартин Лаурсен       |     |     |
| MF            | 14 | Микаэль Сильбербауэр |     |     |
| FW            | 15 | Йеспер Грёнкьер      |     | 63' |
| FW            | 17 | Деннис Сёренсен      |     |     |
| DF            | 18 | Каспер Бёгелунн      |     |     |
| FW            | 19 | Никлас Бендтнер      |     | 46' |
| Тренер:       |    |                      |     |     |
| Мортен Ольсен |    |                      |     |     |

| ШВЕЦИЯ:       |    |                        |     |     |
|               |    |                        |     |     |
| GK            | 1  | Андреас Исакссон       |     |     |
| LB            | 2  | Микаэль Нильссон       |     |     |
| CB            | 3  | Улоф Мельберг          |     |     |
| CB            | 4  | Петтер Ханссон         |     |     |
| RB            | 5  | Никлас Александерссон  | 44' |     |
| DM            | 6  | Тобиас Линдерот        | 84' |     |
| RM            | 7  | Кристиан Вильхельмссон |     |     |
| AM            | 8  | Андерс Свенссон        |     |     |
| LM            | 9  | Фредрик Юнгберг        |     |     |
| CF            | 10 | Маркус Альбек          |     | 80' |
| CF            | 11 | Юхан Эльмандер         | 38' | 74' |
| Замены:       |    |                        |     |     |
| GK            | 12 | Рами Шаабан            |     |     |
| DF            | 13 | Макс фон Шлебрюгге     |     |     |
| DF            | 14 | Даниэль Майсторович    |     |     |
| MF            | 15 | Даниэль Андерссон      |     |     |
| MF            | 16 | Кеннеди Бакирчиоглу    |     | 80' |
| FW            | 17 | Златан Ибрагимович     |     |     |
| FW            | 18 | Маркус Русенберг       |     | 74' |
| DF            | 19 | Бехранг Сафари         |     |     |
| Тренер:       |    |                        |     |     |
| Ларс Лагербек |    |                        |     |     |